# 小田原市立下中小学校
小田原市立下中小学校（おだわらしりつ しもなかしょうがっこう）は、神奈川県小田原市小船にある公立小学校。

## 学校教育目標
出典
「生きる力」を身に着けた「郷土を愛する」児童の育成

## 沿革
- 1873年（明治6年） - 前川村常念寺に「崇廣館」が創設され、その第三支校を小船東に創設[2]。
- 1879年（明治12年） - 独立して「小船小学校」に改称[2]。
- 1882年（明治15年） - 児童数増加により源長寺に移転[2]。
- 1891年（明治24年） - 現在地に校舎を新築移転し、9月1日を開校の日とする[2]。
- 1892年（明治25年） - 高等科を併設し、「尋常高等下中小学校」と改称[2]。
- 1923年（大正12年） - 「下中尋常高等小学枚」に改称、関東大震災により校舎倒壊[2]。
- 1941年（昭和16年） - 「下中国民小学校」に改称[2]。
- 1947年（昭和22年） - 「下中村立下中小学校」に改称[2]。
- 1951年（昭和26年） - 校歌制定、図書館開館[2]。
- 1955年（昭和30年） - 橘町誕生、「橘町立下中小学校」に改称[2]。
- 1971年（昭和46年） - 橘町が小田原市と合併し、「小田原市立下中小学校」に改称[2]。
- 1991年（平成3年） - 開校100周年記念式典（9月1日）、開校100周年記念碑建立[2]。
- 2001年（平成13年） - 開校110周年　屋外時計設置（5月）、記念式典（9月）[2]。
- 2011年（平成23年） - 開校120周年記念式典（9月）[2]。

## 通学区域
出典
- 羽根尾425〜428番地、430番地1〜3、553〜589番地
- 中村原（114番地1、142番地を除く）
- 上町
- 小船
- 山西
- 沼代
- 小竹
- 川匂
- 東々丘

## 主な進学先
出典
- 小田原市立橘中学校

## 著名な出身者
- 鈴木健二 (情報工学者) -東京科学大学（旧：東京工業大学）特任教授、名古屋大学客員教授

## アクセス
出典
国府津駅から
1. 神奈中バス国4・国5系統「橘団地行」に乗車
2. 「下中小学校前」または、「下中駐在所前」バス停下車

二宮駅から
1. 神奈中バス二30・二32系統「中井町役場入口」に乗車
2. 「下中小学校前」または、「下中駐在所前」バス停下車